# Catedral de Roskilde
A Catedral de Roskilde (em dinamarquês: Roskilde Domkirke;  PRONÚNCIA), na cidade de Roskilde na ilha de Zelândia no leste da Dinamarca é uma catedral da Igreja Evangélica Luterana da Dinamarca.  Foi a primeira catedral gótica construída em tijolo, e a sua edificação encorajou a expansão deste estilo Gótico de Tijolo por todo o Norte da Europa.  Foi construída durante os séculos XII e XIII, e incorpora conceitos arquitectónicos tanto góticos como românicos. Foi a única catedral na Zelândia até ao século XX. As espiras gémeas da catedral a silhueta da cidade.

A Catedral de Roskilde tem sido desde o século XV o principal mausoléu dos monarcas da Dinamarca, o que levou a diversos acrescentos e alterações, sobretudo de capelas fúnebres. Desde a Reforma Protestante em 1536 que a residência do bispo foi transferida para Copenhaga, que detém desde então o título de Bispo da Zelândia.
É uma das maiores atracções turísticas da Dinamarca, contando anualmente com mais de 125.000 visitantes. Ainda em funções como igreja, é igualmente palco de diversos concertos durante o ano.

## Sepultamentos
- Ana Sofia Reventlow
- Érico da Dinamarca
- Carlota Amália da Dinamarca
- Cristiano I da Dinamarca e Doroteia de Brandemburgo
- Cristóvão da Baviera
- Cristiano III da Dinamarca e Doroteia de Saxe-Lauemburgo
- Cristiano IV da Dinamarca e Ana Catarina de Brandemburgo
- Cristiano V da Dinamarca e Carlota Amália de Hesse-Cassel
- Cristiano VI da Dinamarca e Sofia Madalena de Brandemburgo-Kulmbach
- Cristiano VII da Dinamarca
- Cristiano VIII da Dinamarca e Carolina Amália de Schleswig-Holstein-Sonderburg-Augustenburg
- Cristiano IX da Dinamarca e Luísa de Hesse-Cassel
- Cristiano X da Dinamarca e Alexandrina de Mecklemburgo-Schwerin
- Cristiano, Príncipe Eleito da Dinamarca
- Frederico II da Dinamarca e Sofia de Mecklemburgo-Güstrow
- Frederico III da Dinamarca e Sofia Amália de Brunsvique-Luneburgo
- Frederico IV da Dinamarca e Luísa de Mecklemburgo-Güstrow
- Frederico V da Dinamarca, Luísa da Grã-Bretanha e Juliana Maria de Brunsvique-Volfembutel
- Frederico VI da Dinamarca e Maria Sofia de Hesse-Cassel
- Frederico VII da Dinamarca
- Frederico VIII da Dinamarca e Luísa da Suécia
- Frederico IX da Dinamarca e Ingrid da Suécia
- Haroldo I da Dinamarca
- Margarida da Dinamarca
- Margarida I da Dinamarca
- Maria Feodorovna (Dagmar da Dinamarca) (até 2006)
- Sueno II da Dinamarca
- Valdemar da Dinamarca

- Vigo da Dinamarca

- Ulrico da Dinamarca